# 拉雷
拉雷（法語：Larré，法語發音：[laʁe] ⓘ）是法国莫尔比昂省的一个市镇，属于瓦讷区。

## 地理
拉雷（47°42'42"N, 2°30'59"W）面积17.02 平方千米，位于法国布列塔尼大區莫尔比昂省，该省份为法国西北部沿海省份，位于布列塔尼半岛南部，北起阿摩尔滨海省、西接菲尼斯泰尔省，南濒大西洋，东南接大西洋卢瓦尔省，东临伊勒-维莱讷省。
与拉雷接壤的市镇（或旧市镇、城区）包括：勒库尔、莫拉克、凯斯唐贝尔、拉弗赖克鲁瓦、埃尔旺。

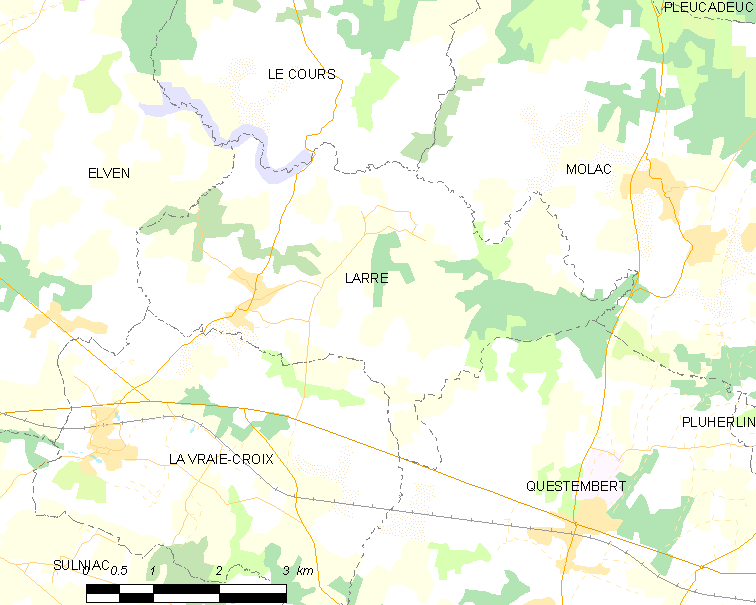
拉雷的OSM定位图

拉雷的时区为UTC+01:00、UTC+02:00（夏令时）。

## 行政
拉雷的邮政编码为56230，INSEE市镇编码为56108。

## 政治
拉雷所属的省级选区为凯斯唐贝尔县。

## 人口

1962-2008年间拉雷人口变化图示

拉雷于2022年1月1日时的人口数量为1102人。